# Обрі де Вер, 2-й граф Оксфорд
Обрі де Вер (англ. Aubrey de Vere ; приблизно 1163 - 1214) - англійський аристократ, 2-й граф Оксфорд і лорд-камергер з 1194. Брав участь у походах королів Річарда Левине Серце та Джона Безземельного.

## Життєпис
Був старшим сином 1-го графа Оксфорда того ж імені та його третьої дружини Агнеси Ессекської. Народився приблизно в 1163 або трохи пізніше.
Після смерті батька в 1194 успадкував великі володіння в ряді графств Англії, графський титул і посаду лорда-камергера.
Брав участь у походах короля Річарда Левине Серце у Франції у 1194 та 1197. У зв'язку з подіями 1208, коли папа римський наклав на Англію інтердикт, він згадується як «один із злих радників» короля Джона Безземельного.
У 1209 брав участь у переговорах з посланцями папи, намагаючись запобігти відлученню Джона від церкви, але зазнав невдачі.
У 1210 граф брав участь в ірландському поході монарха.
Був охоронцем маєтку Хаверінг в 1208, шерифом Ессекса і Хартфордшира в 1208-1213, керуючим лісом Ессекс в 1213.
20 червня 1213 узяв на свою опіку королівських хортів.
Помер у 1214, у жовтні або трохи раніше, і похований у родовій усипальниці в Кельнському пріораті (Ессекс).

## Родина
Був одружений двічі: на Ізабеллі де Болебек, дочці Уолтера де Болебека, і Еліс Біго, дочці Роджера Біго, 2-го графа Норфолка, і Іди де Тосні. Обидва шлюби залишилися бездітними, тому графський титул і сімейні володіння перейшли до брата Обрі — Роберта. У джерелах згадується позашлюбний син графа, Роджер (помер у 1221).